# Anja Breien
Anja Breien, född 12 juli 1940 i Oslo, är en norsk regissör och manusförfattare. Hon studerade vid filmskolan IDHEC i Paris. Efter studierna debuterade hon som dokumentärfilmare.

## Filmografi (urval)
Regi
- 1971 - Voldtekt
- 1975 - Hustruer
- 1977 – Den allvarsamma leken
- 1981 – Förföljelsen
- 1990 - Smykketyven

Manus
- 1975 - Hustruer
- 1977 – Den allvarsamma leken
- 1981 – Förföljelsen
- 1985 - Hustruer - ti år etter

Roller
- 1960 – Det store varpet
- 1961 – Et øye på hver finger